# Adrien de Nansouty
Pour les articles homonymes, voir Nansouty.
Max Marie Paul Adrien Champion Dubois de Nansouty, dit Adrien de Nansouty ou Max de Nansouty, est un officier de marine français né le 22 avril 1816 à Dijon et mort au combat le 17 avril 1844 à Tahiti.

## Biographie
Max Marie Paul Adrien Champion Dubois de Nansouty naît le 22 avril 1816 à Dijon. Il est le fils d'Eugène Champion de Nansouty et d'Herminie Dubois d'Aizy. L'un de ses quatre frères et sœurs, Etienne, sera général sous le Second Empire puis fondateur de l'observatoire du Pic du Midi de Bigorre.
Adrien de Nansouty étudie à l'Ecole navale à partir de l'âge de 16 ans. Il y navigue sur le vaisseau Orion (1832-1833), puis sur le brig Méléagre (1833-1835) et la frégate Iphigénie (1835-1836). Nommé enseigne de vaisseau le 1er mai 1838, il sert successivement sur la frégate Arthémise puis sur le vaisseau Montebello (1840-1841) avant d'embarquer en 1842 comme officier en second à bord de l'aviso à vapeur Phaéton, de la Division navale du Pacifique. Il est promu le 1er novembre 1843 au grade de lieutenant de vaisseau (il meurt avant d'être informé de cette promotion).
Son bâtiment prend part à la conquête de Tahiti par la France : si la souveraineté française est proclamée le 7 novembre 1843 elle attise encore en 1844 une forte résistance commandée par la reine Pōmare IV et soutenue par les Anglais. En mars à Mahaena, sous les ordres du capitaine de vaisseau Bruat, le Phaéton bombarde une troupe de 1 500 combattants opposés aux Français et conduits par une princesse tahitienne, Teritoua. La manœuvre est vaine, et Bruat lance à l'assaut du retranchement 461 hommes issus des corps de débarquement des frégates Charte et Uranie, de la corvette Embuscade et du Phaéton. Le 17 avril 1844 Nansouty commande une charge à la baïonnette. Percé de trois ou six balles, il est une des dix-huit victimes françaises de cette escarmouche qui se clôt par la dispersion des autochtones. 
Il est enterré sur un îlot situé à environ 500 mètres au large de Mahaena, appelé Taaupiri ou îlot Nansouty,. Au XXIe siècle la tombe a disparu après qu'une tempête a réduit la superficie de l'île.